# Karitinden (Isterdalen)
Karitinden (deutsch: „Die Kari-Spitze“) ist ein 1356 Meter hoher Berg in der Kommune Rauma, Fylke Møre og Romsdal in Norwegen.

## Geographische Lage
Die Karitinden liegt am Südwestende des Tals der Istra (Isterdalen). Sie ist der zweitnördlichste einer Kette von fünf Bergen, die den Westhang des Istratals bilden; das sind von Norden nach Süden:
- Haugabotstinden (1160 m)
- Karitinden (1356 m)
- Dronninga (1544 m)
- Kongen (1614 m)
- Bispen (1462 m).

Westlich der Karitinden liegt auf 680 Meter Höhe der See Haugabotsvatnet. Östlich der Karitinden führt der Trollstigen vom Istratal bis zum auf 868 Meter Höhe gelegenen Pass Alnesreset zwischen dem 1665 Meter hohen Alnestinden und dem 1285 Meter hohen Skarfjellenden.

## Verwechslungsmöglichkeit
Diese 1356 Meter hohe Karitinden (Wikidata: Q31545809) kann leicht mit einem 1982 Meter hohen gleichnamigen Berg (Wikidata: Q4590236) im Reinheimen-Nationalpark verwechselt werden. Er liegt ebenfalls (teilweise) in der Kommune Rauma. Beide Gipfel sind nur etwa 40 Kilometer Luftlinie voneinander entfernt.

## Tourismus
Ein Steig beginnt an einem Parkplatz am Ende des Vikdalsvegen, der vom Südende des Innfjordens nach Südosten führt. Dieser Weg führt zu einem Sattel südlich der Haugabotstinden und weiter auf dem Grat zum Gipfel der Karitinden.
Es gibt auch die Möglichkeit, vom Istratal auf einem Wanderweg bis zum Parkplatz mit dem Trollstigen Visitor Center am Trollstigen auf 697 Meter Höhe zu gehen (oder an diesem Parkplatz die Tour beginnen). Er ist sehr groß, hat öffentliche Toiletten und ein Restaurant und es gibt eine Berghütte mit Übernachtungsmöglichkeit in seiner Nähe. Bei diesem Parkplatz beginnt ein Wanderweg, der zum Südostende des Sees Bispevatnet führt. Von dort aus führen Touren zum Bispen, zum Kongen und zur Dronninga. Von diesen Gipfeln kann man auf dem Grat den Weg zur Karitinden fortsetzen.